# Ladislav Troha
Ladislav Troha, slovenski aktivist in nekdanji pripadnik slovenske vojske, * 1. september 1963
Zaslovel je poleti leta 1998 s protestnim salutiranjem in petjem ob igranju kitare pred stavbo slovenskega parlamenta. Revija Mladina ga je takrat poimenovala Pojoči major. Je pripadnik gibanja Osveščeni prebivalci Slovenije (OPS).

## Civilno življenje

### Domnevna ugrabitev
Po domnevnem januarskem izginotju leta 2001 se je pojavil 23. junija istega leta ob lokalni cesti proti vasi Strmica pri Vrhniki. Izginotje je 23. januarja prijavil njegov brat. Takrat je bil Ladislav Troha uslužbenec uprave za zaščito in reševanje v okviru obrambnega ministrstva, kjer je delal od leta 1999.
Njegov oče Vladislav Troha je med njegovim izginotjem trdil, da ne ve, kje je. Na takratnega predsednika Milana Kučana je v zvezi s tem naslovil pismo. K temu naj bi ga spodbudil prispevek Borisa Ježa v Sobotni prilogi z domnevno žaljivimi citati Janeza Janše.
25. julija 2001 je Ladislav Troha na ljubljanski tiskovni konferenci Helsinškega monitorja, ki se ga je udeležil z njegovo predsednico Nevo Miklavčič Predan, trdil, da naj bi Ivana Krambergerja ubila policija.
14. oktobra 2001 so kriminalisti poslali na ljubljansko tožilstvo ovadbo zoper njega zaradi suma kaznivega dejanja krive ovadbe, vendar ga je Okrajno sodišče v Ljubljani v letih 2004 in 2006 zaradi pomanjkanja dokazov oprostilo.
Po nekaterih domnevah naj bi izginil, ko so ga kriminalisti želeli vprašati v zvezi z njegovimi trditvami o bombi pod avtomobilom Zmaga Jelinčiča, ki naj bi jo nastavili nekateri pripadniki brigade MORiS po navodilih Janeza Janše.

### Kandidiranje na volitvah
Leta 2008 je na listi Stranke slovenskega naroda kandidiral na državnozborskih volitvah (4. volilna enota - Ljubljana Bežigrad), kjer je v dveh okrajih prejel skupno 61 glasov. Takrat je kot svoj poklic navedel delo komercialista.

### Aktivizem, aretacije in sodni spori
Leta 2014 se je med nacionalkinim TV soočenjem pred referendumom o zakonu o arhivih v prostorih Arhiva Republike Slovenije razburil in vrgel papirje, zaradi česar je moral oddajo zapustiti. Istega leta je kar 61 dni gladovno stavkal samo s pitjem vode in še 42 dni s pitjem sokov, tudi pred predsedniško palačo in stavbo RTV Slovenija.
Leta 2015 je ljubljansko okrajno sodišče odločilo, da se mora OPS opravičiti Ladu Ambrožiču, takratnemu varuhu pravic gledalcev in poslušalcev na RTV Slovenija. Na svoji spletni strani ga je gibanje namreč v več zapisih obtožilo, da je bil s svojim pokojnim očetom Ladom Ambrožičem - Novljanom pripadnik UDBE, na kar se je Ambrožič odzval s tožbo za 16.300 evrov prek odvetniške pisarne Zidar-Klemenčič. Po umiku tožbe bo moralo gibanje za vsako morebitno kršitev dogovora o izogibanju pisanju o Ambrožičevih plačati 3000 evrov.
Leta 2018 je sodišče odločilo, da leta 2016 ustanovljena zadruga Peko kooperativa, v kateri je eden od članov Ladislav Troha, ne sme uporabljati imena Peko.
Leta 2020 je Troha sodeloval na več protestih proti vladi Janeza Janše. Zaradi tega so ga 1. maja 2020 policisti pridržali, saj je bilo zbiranje ljudi takrat prepovedano z Odlokom o začasni splošni prepovedi gibanja in zbiranja ljudi na javnih mestih in površinah v Republiki Sloveniji. 3. septembra 2021 je Ladislav Troha z ostalimi člani OPS zaradi nasprotovanja cepljenju proti Covid-19 vdrl v prostore TV Slovenija. Nobeden od njih ni nosil zaščitnih mask. Policija je ugotovila 44 kršitev javnega reda in miru, 18 kršitev zakona o zasebnem varovanju in 2 kršitvi zakona o osebni izkaznici.

## Vojaška kariera

### Opozarjanje na domnevne nepravilnosti v vojski
4. junija 1998 je Ladislav Troha na Kočevski Reki priredil tiskovno konferenco v zvezi z nepravilnostmi v vojski. Omenil je slabo bojno pripravljenost in opremo, nizko moralo in neracionalno porabo proračunskega denarja (nepotrebno zaračunavanje stroškov za pranje avtomobilov, previsoke cene živil, slaba obutev, visoke cene v kantini). Ker so proti njemu uvedli disciplinski postopek in ga postavili na nižjo dolžnost, je svoje delovno mesto iz vojašnice »preselil« na Trg republike v Ljubljani.

### Šolanje in položaji v vojski
- namestnik poveljnika 2. bataljona (oktober 1997–1998)
- namestnik poveljnika 1. bataljona 52. brigade Slovenske vojske (13. september 1994–oktober 1997)
povišan v majorja (1993)
- poveljnik odreda za hitro intervencijo, 1. specialna brigada MORiS (1992–13. september 1994)
- poveljnik čete stalne sestave TO, 1. specialna brigada MORiS (1991–)
povišan v stotnika (1991)
- poveljnik izvidniške čete, 1. specialna brigada MORiS (slovenska osamosvojitvena vojna)
- 30. razvojna skupina TO RS (februar 1991– )
povišan v poročnika JLA (1989)
- namestnik poveljnika voda, padalska brigada Niš (november 1982– )
- šola za rezervne častnike pehote JLA (Bileća, 4. april 1982– )
27 padalskih skokov

### Odlikovanja in priznanja
- spominski znak Obranili domovino 1991
- zlata medalja generala Maistra z meči (31. januar 1992)
- srebrna medalja Slovenske vojske (16. maj 1993)
- bronasti znak 1. specialne brigade MORiS
- veteranski padalski znak ameriških specialnih sil

## Knjižna dela
- Pojoči major. Ljubljana : Spes, 1998